# Titche-Goettinger
Titche-Goettinger (later bekend als Titche's) was een warenhuisketen gevestigd in Dallas, Texas. Het bedrijf werd opgericht in 1902 en was een belangrijke speler op de detailhandelsmarkt van Dallas totdat het fuseerde met Joske's, dat op zijn beurt later werd overgenomen door Dillard's.

## Geschiedenis
Het warenhuis Titche-Goettinger werd in 1902 opgericht door Max Goettinger en Edward Titche op de zuidoosthoek van Elm Street en Murphy Street. Twee jaar later verhuisden ze naar het Wilson Building. In 1928 begon het bedrijf met de bouw van een nieuwe locatie tussen Main Street en Elm Street bij St. Paul Street om het assortiment uit te kunnen breiden. 
In december 1928, voordat het nieuwe gebouw voltooid was, werd Titche-Goettinger verkocht aan  Hahn Department Stores. Hahn zou het jaar daarop ook de retailer Joske's in San Antonio, Texas, kopen. De Grote Depressie had invloed op de detailhandelsmarkt tijdens het eigenaarschap van Hahn en veranderde de markt. De winkel verloor zijn concurrentievoordeel grotendeels aan de lokale rivalen Neiman Marcus en Sanger-Harris. In 1935 veranderde Hahn Department Stores haar naam in Allied Stores Corporation. 
Het warenhuis breidde zich in de jaren 1950 uit naar de buitenwijken. Allied Stores fuseerde de Titche-Goettinger-winkels in 1979 met Joske's, dat uiteindelijk in 1987 door Dillard's werd gekocht.

## Vlaggenschipwinkel

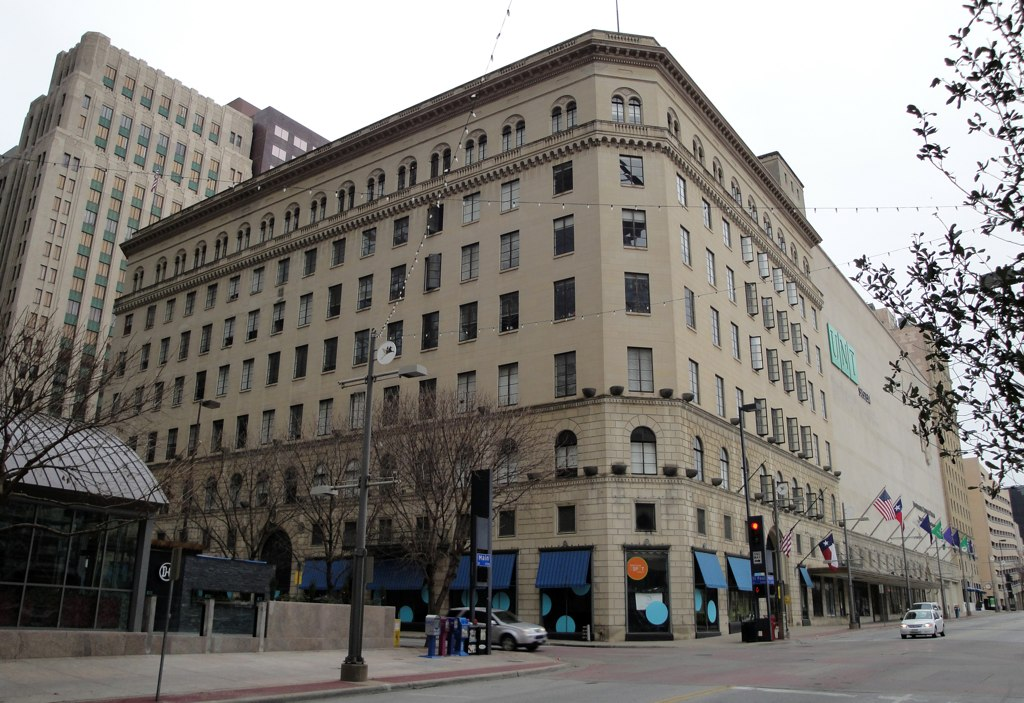
Het Titche-Goettinger Building tussen Elm Street en Main Street bij St. Paul in het centrum van Dallas was tussen 1929 en 1979 de vlaggenschipwinkel van de warenhuisketen.

De vlaggenschipwinkel in het centrum van Dallas staat op de National Register of Historic Places en is een belangrijk gebouw in de historische wijk Harwood en het Main Street District van Dallas. Het werd geopend in 1929 en sloot in 1987. 